# Octombrie 2008
Acest articol este generat integral pe baza informațiilor din articolul 2008 și este actualizat periodic de un robot.
 Editările făcute în articol vor fi șterse la următoarea actualizare! Dacă doriți să faceți modificări, editați articolul-sursă.

ianuarie -
februarie -
martie -
aprilie -
mai -
iunie -
iulie -
august -
septembrie -
octombrie -
noiembrie -
decembrie
Octombrie 2008 a fost a zecea lună a anului și a început într-o zi de miercuri.

## Evenimente
- 1 octombrie: Matsushita Electric Industrial Co., Ltd. își schimbă numele în Panasonic Corp.[1]
- 4 octombrie: Sărbătorirea a 600 de ani de la atestarea documentară a orașelor Iași, Cernăuți și Tighina.
- 6 octombrie: Impactul meteoritului 2008 TC3 cu Terra devine primul eveniment de acest fel anticipat. Meteoritul a fost descoperit când se afla la o distanță de planeta noastră aproximativ egală cu cea dintre Lună și Pământ și este pentru prima dată când s-a descoperit obiectul înaintea intrării în atmosferă.[2]
- 22 octombrie: India lansează Chandrayaan-1, prima sa misiune de explorare a Lunii fără echipaj uman[3].

## Decese
- 3 octombrie: George Draga, 73 ani, compozitor român (n. 1935)
- 3 octombrie: Aurel Stroe, 76 ani, compozitor român (n. 1932)
- 4 octombrie: Fred Degazon, 95 ani, primul președinte al Dominicăi (n. 1913)
- 5 octombrie: Thomas Megahy, 79 ani, politician britanic (n. 1929)
- 5 octombrie: Cornel Paraniac, 58 ani, general român (n. 1950)
- 8 octombrie: Gidget Gein (n. Bradley Stewart), 39 ani, muzician american (n. 1969)
- 8 octombrie: Giovanni Giovannini, 88 ani, scriitor italian (n. 1920)
- 8 octombrie: George Emil Palade, 95 ani, medic și om de știință american de etnie română, laureat al Premiului Nobel (1974), (n. 1912)
- 10 octombrie: Ilie Purcaru, 74 ani, publicist și poet român (n. 1933)
- 11 octombrie: Via Artmane (n. Alīda Artmane), 79 ani, actriță letonă (n. 1929)
- 11 octombrie: Jörg Haider, 58 ani, politician austrian (n. 1950)
- 12 octombrie: Alexandru Zavtur, 79 ani, academician din R. Moldova (n. 1929)
- 13 octombrie: Guillaume Depardieu, 37 ani, actor francez, fiul lui Gérard Depardieu (n. 1971)
- 13 octombrie: Frank Rosenthal, 79 ani, director de cazinou american de etnie evreiască (n. 1929)
- 14 octombrie: Barrington J. Bayley, 71 ani, scriitor englez de literatură SF (n. 1937)
- 15 octombrie: Edie Adams (n. Elizabeth Edith Enke), 81 ani, actriță americană (n. 1927)
- 16 octombrie: Germán Abad Valenzuela, 89 ani, radiolog ecuadorian (n. 1919)
- 17 octombrie: Ben Weider (Benjamin Weider), 85 ani, culturist canadian (n. 1923)
- 18 octombrie: Gheorghe Pavelescu, 93 ani, etnolog, folclorist și profesor universitar român (n. 1915)
- 19 octombrie: Gianni Raimondi, 65 ani, solist italian de operă (tenor), (n. 1923)
- 20 octombrie: Anatol Roșcovan, 48 ani, cântăreț din R. Moldova (n. 1960)
- 22 octombrie: Nicolae Boșcaiu, 83 ani, biolog român, membru al Academiei Române (n. 1925)
- 26 octombrie: Zsigmond Pál Jakó (Sigismund Jakó), 92 ani, istoric român de etnie maghiară (n. 1916)
- 27 octombrie: Heinz Krügel, 87 ani, fotbalist și antrenor german (n. 1921)
- 27 octombrie: Valentin Mednec, 98 ani, arhitect și publicist sovietic și din R. Moldova (n. 1910)
- 27 octombrie: Es'kia Mphahlele, 88 ani, scriitor, critic literar, profesor și activist sud-african de limbă engleză (n. 1919)
- 28 octombrie: Dina Cocea (n. Maria Constantina Cocea), 95 ani, actriță română de teatru și film (n. 1912)